# Мачангуана, Кларисс
Кларисс Эулалия Мачангуана (порт. Clarisse Eulalia Machanguana; род. 4 октября 1976 года, Мапуту, Мозамбик) — мозамбикская профессиональная баскетболистка, выступала в женской национальной баскетбольной ассоциации. Она была выбрана на драфте ВНБА 1999 года во втором раунде под общим шестнадцатым номером клубом «Лос-Анджелес Спаркс». Играла на позиции центровой и тяжёлого форварда.

## Ранние годы
Кларисс Эулалия Мачангуана родилась 4 октября 1976 года в городе Мапуту, столице Мозамбика.